# 팔마데마요르카 공항
팔마데마요르카 공항(카탈루냐어: Aeroport de Palma de Mallorca, 스페인어: Aeropuerto de Palma de Mallorca, IATA: PMI, ICAO: LEPA) 또는 손 산트 호안 국제공항(카탈루냐어: Aeroport Internacional de Son Santjoan, 스페인어: Aeropuerto Internacional de Son Sant Joan)은 스페인 발레아레스 제도 마요르카섬 팔마데마요르카에 있는 공항이다. 스페인에서 3번째로 바쁜 공항이다.
 또한, 공항 내에는 공군이 운영하고 활주로를 공유하는 손 산 호안 공군 기지도 있다.